# 科克大学

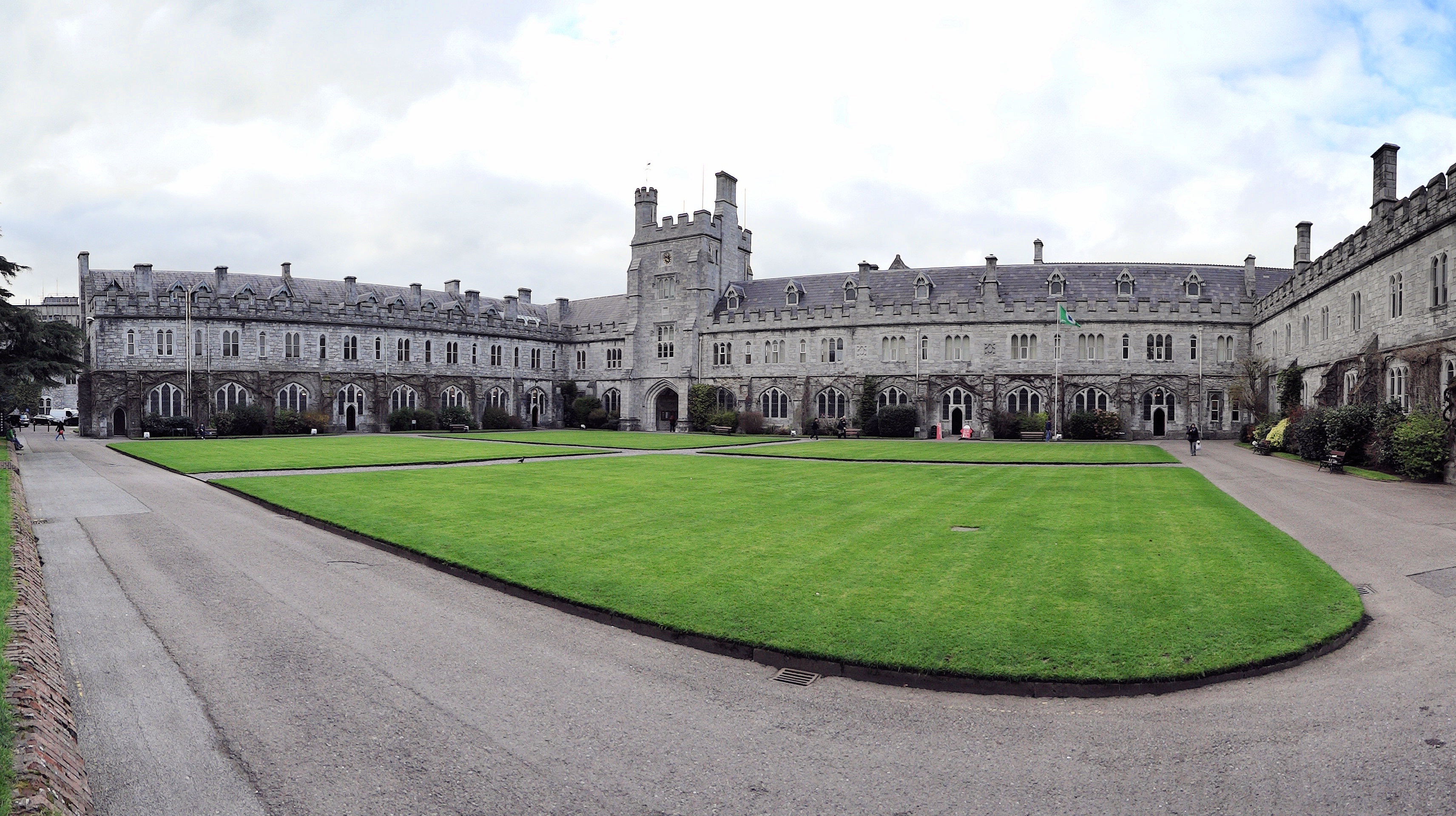
大學校園裡的“Long Hall”和鐘塔

科克大学（直译为科克大学学院）是爱尔兰国立大学的一部分。大学建于1845年，原名“皇后学院”（Queen's College, Cork）；1908年爱尔兰大学法案出台后，学校更名为“科克大學學院”（University College, Cork）。1997年大学法案将学校更名为“愛爾蘭國立大學科克”（National University of Ireland, Cork）；1998年教育部将大学更名为“科克大学”（University College Cork - National University of Ireland, Cork）。
科克大学被星期日泰晤士报选为2003-2004年度爱尔兰大学，2005-2006年和2011-2012年再度当选年度爱尔兰大学。2007年，科克大学在泰晤士高等教育世界大学排名286位，2008年226位，2009年207位。

## 历史
科克女王学院（Queen's College, Cork）乃根据维多利亚女王发布的"为发展爱尔兰的高等教育"法案建立。根据该法案，三所学院于1845年10月30日分别在贝尔法斯特（贝尔法斯特女王大学）科克和戈尔韦（爱尔兰国立大学戈尔韦）建立。科克学院1849年正式办学，當時有23位教授及181位學生，一年後便加入爱尔兰女王大学。
医学楼建于1860年至1880年，医学院也迅速因其毕业生而建立了名声。爱尔兰最早的两名女医学学生于1898年医学院毕业（20年后牛津大学才开始招收女医学学生）。
在随后的一个世纪中，爱尔兰大学法案（1908）成立了爱尔兰国立大学，包括都柏林、科克和戈尔韦的三所成员学院。三所学校也有大学学院的地位，例如“大学学院，科克”。1997年大学法案使大学学院成为爱尔兰国立大学的成员大学，也使成员大学成了全方位的独立大学，但是学位和文凭仍由爱尔兰国立大学颁发。

## 现状
科克大学是爱尔兰的研究型大学，其政府科研经费全国最高。现有艺术、凯尔特研究与社会科学学院、商学与法学院、医学与健康学院、科学、工程和食品科学学院。科克大学还是爱尔兰中国研究院的所在地。学生在中国研究院能够通过艺术和商业学习中国语言和文化。中国研究院最近荣获2008年欧洲语言奖。